# Ford Fiesta Rally3
La Ford Fiesta Rally3 è una versione da competizione della settima serie della Ford Fiesta, sviluppata dalla M-Sport, il team diretto dall'ex-pilota britannico Malcolm Wilson con base in Inghilterra, appositamente per competere nel Campionato del mondo rally nelle serie WRC-3. La vettura ha iniziato a gareggiare nelle competizioni internazionali a partire dal 2021.

## Storia
Sviluppata e costruita da M-Sport secondo i regolamenti del Gruppo Rally3 e la normativa FIA Rally Pyramid, ha debuttato in gara nel 2021. È il primo veicolo ad essere omologato nella classe Rally3.
La vettura, presentata a novembre 2020, è stata portata all'esordio nella primavera 2021 dal pilota estone Ken Torn al SM OK Auto-Ralli in Finlandia, finendo undicesimo assoluto. L'auto ha fatto il suo debutto nel WRC al Rally di Croazia 2021 con al volante Zoltan Laszlo.
A partire dal 2022, l'auto grazie ad un cambiamento regolamentare sulla flanga di restrizione della turbina, la potenza passa dagli originali 215 a 235 CV. Inoltre, da questa stagione, la vettura viene impiegata anche nel campionato World Rally Championship-3 Junior.

## Vittorie nei rally
Nota: non vengono indicate le vittorie nel campionato Junior WRC, essendo per contratto monomarca.

### WRC3
| N° | Stagione | Evento                     | Pilota              | Co-pilota             |
| -- | -------- | -------------------------- | ------------------- | --------------------- |
| 1  | 2022     | Rally di Monte Carlo       | Sami Pajari         | Enni Mälkönen         |
| 2  | 2022     | Rally di Svezia            | Lauri Joona         | Mikael Korhonen       |
| 3  | 2022     | Rally di Croazia           | Zoltán László       | Tamás Kürti           |
| 4  | 2022     | Rally del Portogallo       | Sami Pajari         | Enni Mälkönen         |
| 5  | 2022     | Rally di Sardegna          | Jan Černý           | Tomáš Střeska         |
| 6  | 2022     | Safari Rally               | Maxine Wahome       | Murage Waigwa         |
| 7  | 2022     | Rally d'Estonia            | Sami Pajari         | Enni Mälkönen         |
| 8  | 2022     | Rally di Finlandia         | Lauri Joona         | Tuukka Shemeikka      |
| 9  | 2022     | Rally di Ypres             | Jan Černý           | Tom Woodburn          |
| 10 | 2022     | Rally dell'Acropoli        | Diego Domínguez Jr. | Rogelio Peñate        |
| 11 | 2022     | Rally di Catalogna         | Lauri Joona         | Mikael Korhonen       |
| 12 | 2023     | Rally di Svezia            | Roope Korhonen      | Anssi Viinikka        |
| 13 | 2023     | Rally del Messico          | Diego Domínguez Jr. | Rogelio Peñate        |
| 14 | 2023     | Rally di Croazia           | Eamonn Kelly        | Conor Mohan           |
| 15 | 2023     | Rally del Portogallo       | Roope Korhonen      | Anssi Viinikka        |
| 16 | 2023     | Rally di Sardegna          | Roope Korhonen      | Anssi Viinikka        |
| 17 | 2023     | Safari Rally               | Diego Domínguez Jr. | Rogelio Peñate        |
| 18 | 2023     | Rally d'Estonia            | Roope Korhonen      | Anssi Viinikka        |
| 19 | 2023     | Rally di Finlandia         | Benjamin Korhola    | Pekka Kelander        |
| 20 | 2023     | Rally dell'Acropoli        | Diego Domínguez Jr. | Rogelio Peñate        |
| 21 | 2023     | Rally del Cile             | Eduardo Castro      | Fernando Mussano      |
| 22 | 2023     | Rally dell'Europa Centrale | Filip Kohn          | Tom Woodburn          |
| 23 | 2023     | Rally del Giappone         | Jason Bailey        | Shayne Peterson       |
| 24 | 2024     | Rally di Monte Carlo       | Jan Černý           | Ondřej Krajča         |
| 25 | 2024     | Rally di Svezia            | Mille Johansson     | Johan Grönvall        |
| 26 | 2024     | Safari Rally               | Hamza Anwar         | Adnan Din             |
| 27 | 2024     | Rally di Croazia           | Romet Jürgenson     | Siim Oja              |
| 28 | 2024     | Rally del Portogallo       | Diego Domínguez Jr. | Rogelio Peñate        |
| 29 | 2024     | Rally di Sardegna          | Diego Domínguez Jr. | Rogelio Peñate        |
| 30 | 2024     | Rally di Polonia           | Diego Domínguez Jr. | Rogelio Peñate        |
| 31 | 2024     | Rally di Finlandia         | Jesse Kallio        | Ville Pynnönen        |
| 32 | 2024     | Rally dell'Acropoli        | Norbert Maior       | Francesca Maria Maior |
| 33 | 2024     | Rally del Cile             | Diego Domínguez Jr. | Rogelio Peñate        |
| 34 | 2024     | Rally del Giappone         | Diego Domínguez Jr. | Rogelio Peñate        |
| 35 | 2025     | Rally di Svezia            | Taylor Gill         | Daniel Brkic          |
| 36 | 2025     | Safari Rally               | Nikhil Sachania     | Deep Patel            |
| 37 | 2025     | Rally del Portogallo       | Taylor Gill         | Daniel Brkic          |
| 38 | 2025     | Rally di Sardegna          | Matteo Fontana      | Alessandro Arnaboldi  |
| 39 | 2025     | Rally dell'Acropoli        | Ali Türkkan         | Oytun Albayrak        |
| 40 | 2025     | Rally di Finlandia         | Taylor Gill         | Daniel Brkic          |

### ERC3
| N° | Stagione | Evento                    | Pilota               | Co-pilota         |
| -- | -------- | ------------------------- | -------------------- | ----------------- |
| 1  | 2022     | Rally Serras de Fafe      | Kaspar Kasari        | Rainis Raidma     |
| 2  | 2022     | Rally delle Azzorre       | Jon Armstrong        | Brian Hoy         |
| 3  | 2022     | Rally delle Isole Canarie | Igor Widłak          | Daniel Dymurski   |
| 4  | 2022     | Rally di Polonia          | Robert Virves        | Julia Thulin      |
| 5  | 2022     | Rally Liepāja             | Kaspar Kasari        | Rainis Raidma     |
| 6  | 2022     | Rally di Roma Capitale    | Robert Virves        | Hugo Magalhães    |
| 7  | 2022     | Rally Barum Zlín          | Igor Widłak          | Daniel Dymurski   |
| 8  | 2023     | Rally Serras de Fafe      | Jon Armstrong        | Andrew Browne     |
| 9  | 2023     | Rally delle Isole Canarie | Jon Armstrong        | Cameron Fair      |
| 10 | 2023     | Rally di Polonia          | Jon Armstrong        | Cameron Fair      |
| 11 | 2023     | Rally Liepāja             | Jon Armstrong        | Cameron Fair      |
| 12 | 2023     | Rally di Scandinavia      | William Creighton    | Liam Regan        |
| 13 | 2023     | Rally di Roma Capitale    | Jon Armstrong        | Cameron Fair      |
| 14 | 2023     | Rally Barum Zlín          | Igor Widłak          | Mateusz Pawłowski |
| 15 | 2024     | Rally d'Ungheria          | Filip Kohn           | Tom Woodburn      |
| 16 | 2024     | Rally delle Isole Canarie | Igor Widłak          | Daniel Dymurski   |
| 17 | 2024     | Rally di Scandinavia      | Filip Kohn           | Tom Woodburn      |
| 18 | 2024     | Rally d'Estonia           | Romet Jürgenson      | Siim Oja          |
| 19 | 2024     | Rally di Roma Capitale    | Filip Kohn           | Tom Woodburn      |
| 20 | 2024     | Rally Barum Zlín          | Filip Kohn           | Tom Woodburn      |
| 21 | 2024     | Rally Ceredigion          | Jakub Matulka        | Daniel Dymurski   |
| 22 | 2024     | Rally di Silesia          | Mille Johansson      | Johan Grönvall    |
| 23 | 2025     | Rally Sierra Morena       | Tristan Charpentier  | Florian Barral    |
| 24 | 2025     | Rally d'Ungheria          | Igor Widłak          | Daniel Dymurski   |
| 25 | 2025     | Rally di Scandinavia      | Tymoteusz Abramowski | Jakub Wróbel      |
| 26 | 2025     | Rally di Polonia          | Tymoteusz Abramowski | Jakub Wróbel      |
| 27 | 2025     | Rally di Roma Capitale    | Tymoteusz Abramowski | Jakub Wróbel      |